# Bolhac (Avairon)
Bolhac (en francès Bouillac) és un municipi francès situat al departament de l'Avairon i a la regió d'Occitània.

## Demografia
| 1962                                       | 1968 | 1975 | 1982 | 1990 | 1999 | 2006 |
| ------------------------------------------ | ---- | ---- | ---- | ---- | ---- | ---- |
| 490                                        | 514  | 520  | 506  | 453  | 426  | 415  |
| Des de 1962: població sense dobles comptes |      |      |      |      |      |      |

## Administració
| Període   | Identitat       | Partit |
| --------- | --------------- | ------ |
| 1929-1959 | Émile Fournols  |        |
| 1959-1971 | Jean Imbert     |        |
| 1971-1977 | Jean Baules     |        |
| 1977-     | Jacques Charles |        |